# Вірусологія
Вірусоло́гія — галузь науки, яка вивчає властивості вірусів людини, тварин, рослин, бактерій, грибів і процеси, котрі вони спричиняють в організмі чутливих хазяїв, розробляє методи діагностики, лікування та профілактики вірусних інфекцій.
Внаслідок розвитку вірусології були досягнуті певні успіхи в боротьбі з деякими вірусними інфекціями. Наприклад, у XX столітті на земній кулі завдяки масовій вакцинації населення була ліквідована віспа. Існує, однак, ряд вірусних захворювань, невиліковних на сучасному етапі розвитку науки, найвідоміше з них — ВІЛ-інфекція.

## Напрямки досліджень
Основні напрямки досліджень:
- Вивчення властивостей вірусів людини, тварин, бактерій, рослин та інших організмів, особливостей їх взаємодії з клітиною, молекулярно-біологічних механізмів організації та експресії геному вірусів.
- Вивчення патогенезу вірусних інфекцій, суперінфекцій, зокрема людини та тварин, молекулярних механізмів ураження різних органів і систем.
- Розроблення методів індикації вірусів і методів діагностики спричинюваних ними інфекційних захворювань.
- Вивчення закономірностей циркуляції вірусів у різних біоценозах.
- Розроблення заходів боротьби з вірусними інфекціями та їх профілактики.
- Розроблення нових біотехнологій зі створення ефективних діагностичних і вакцинних препаратів, їх впровадження.
- Експериментальне розроблення методів і засобів лікування вірусних інфекцій, їх впровадження.